# Otto Lilienthal
Karl Wilhelm Otto Lilienthal (Anklam (Pomerània), 23 de maig de 1848 - Berlín, 10 d'agost de 1896) fou un pioner de l'aviació alemany, conegut com "El Rei Planador". És la primera persona que va fer vols sense motor amb èxit, repetidament i, sobretot, ben documentats.

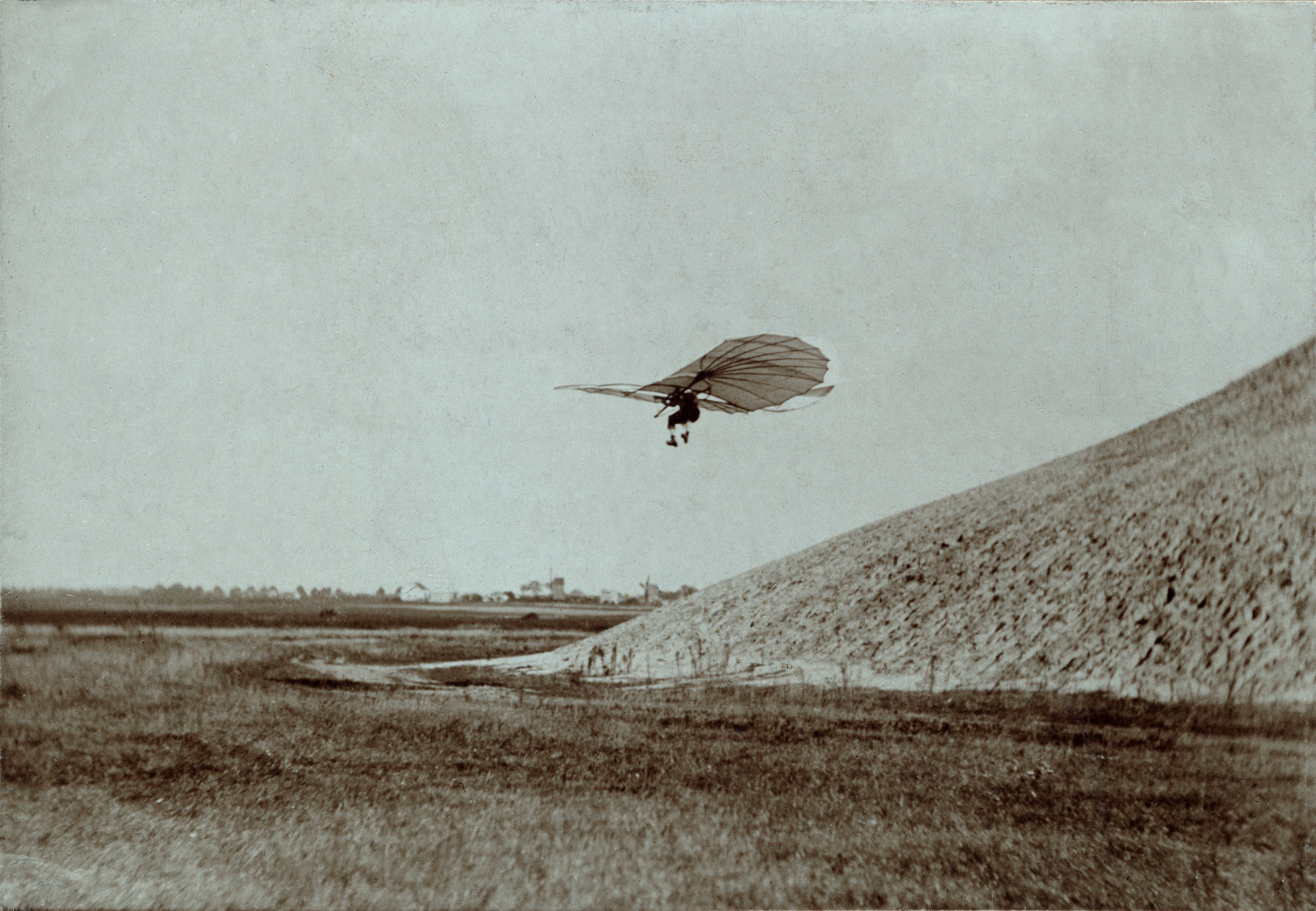
Lilienthal amb un dels seus planadors, cap al 1895.

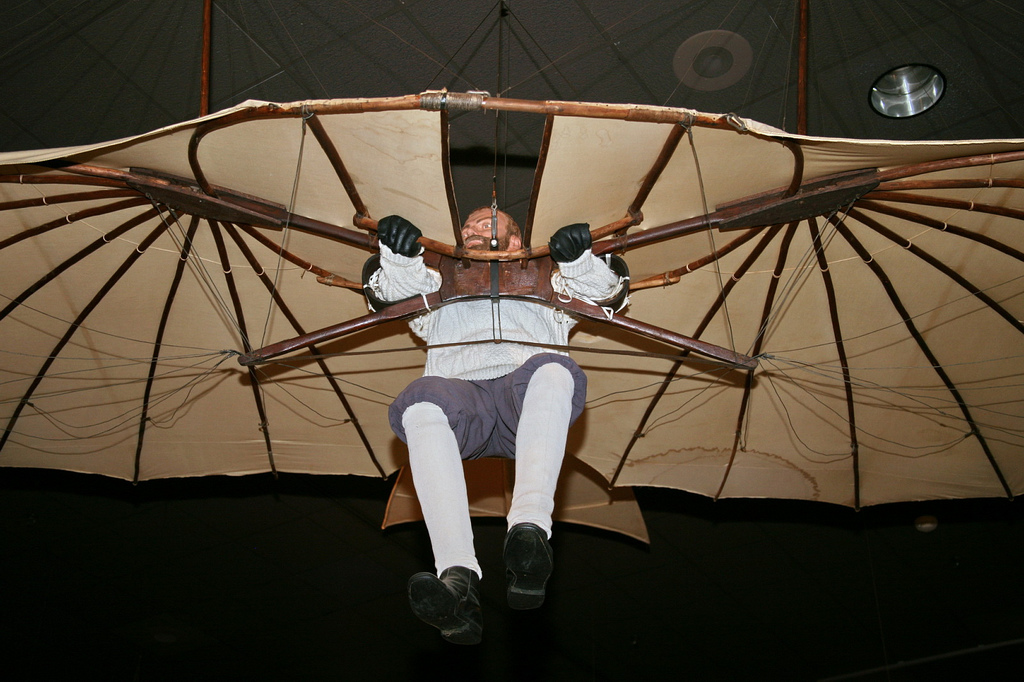
Planador del 1894 restaurat, un dels sis únics models conservats d'Otto Lilienthal.

Seguia un mètode experimental que havia ideat prèviament el britànic Sir George Cayley. Els diaris i revistes publicaven fotografies del planador de Lilienthal, creant una opinió pública favorable, també entre la comunitat científica, sobre la possibilitat que les màquines de volar acabessin sent útils. Per les seves contribucions en el camp de l'aviació en una època tan crucial, sovint se l'ha anomenat "El Pare de l'Aviació".
En una de les seves proves, el seu planador va entrar en pèrdua pèrdua en ple vol i no va ser capaç de redreçar-lo, caient a terra des d'una alçada d'uns 15 metres, de manera que es va trencar el coll i va morir.